# Sanxing, Shanghai
Sanxing (kinesiska: 三星) är en köping i Kina. Den ligger i stadsdistriktet Chongmingr i storstadsområdet Shanghai, i den östra delen av landet, omkring 60 kilometer norr om den centrala stadskärnan. Antalet invånare är 29 894. Befolkningen består av 15 966 kvinnor och 13 928 män. Barn under 15 år utgör 6,0 %, vuxna 15-64 år 64 %, och äldre över 65 år 29,0 %.